# Żabno
Żabno é um município da Polônia, na voivodia da Pequena Polônia e no condado de Tarnów. Estende-se por uma área de 11,13 km², com 4 230 habitantes, segundo os censos de 2016, com uma densidade de 380,1 hab/km².